# 克雷姆斯河 (上奧地利州)

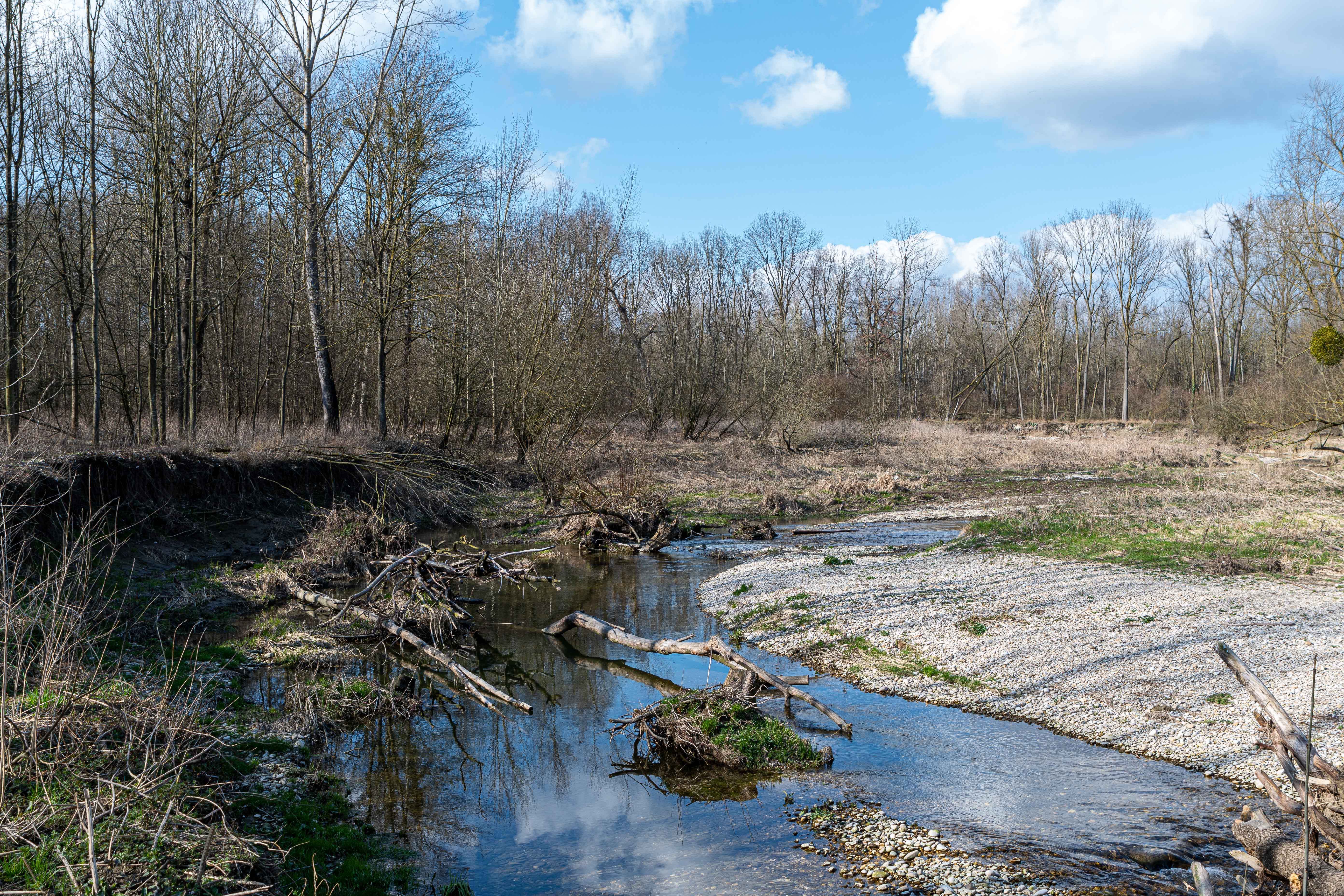

克雷姆斯河是奧地利的河流，位於上奧地利州，屬於特勞恩河的支流，河道全長約60公里，流域面積378平方公里，平均流量每秒6立方米。
48°14′29″N 14°18′57″E / 48.241267°N 14.315851°E